# Murwobo
Murwobo är ett periodiskt vattendrag i Burundi.   Det ligger i provinsen Kirundo, i den norra delen av landet, 150 km nordost om huvudstaden Bujumbura.
Omgivningarna runt Murwobo är en mosaik av jordbruksmark och naturlig växtlighet. Runt Murwobo är det ganska tätbefolkat, med 207 invånare per kvadratkilometer.